# Dům čp. 90 (Štramberk)
Dům čp. 90 stojí na ulici Dolní Bašta ve Štramberku v okrese Nový Jičín. Roubený dům byl postaven pravděpodobně po požáru v roce 1855. Byl zapsán do Ústředního seznamu kulturních památek ČR před rokem 1988 a je součástí městské památkové rezervace.

## Historie
Podle urbáře z roku 1558 na náměstí bylo postaveno původně 22 domů s dřevěným podloubím, kterým bylo přiznáno šenkovní právo a sedm usedlých na předměstí. Uprostřed náměstí stál pivovar. V roce 1614 je uváděno 28 hospodářů a za hradbami 19 domů. Za panování jezuitů bylo v roce 1656 uváděno 53 domů. První zděný dům čp. 10 byl postaven na náměstí v roce 1799. V roce 1855 postihl Štramberk požár, při něm shořelo na 40 domů a dvě stodoly. V třicátých letech 19. století stálo nedaleko náměstí ještě dvanáct dřevěných domů. Dům čp. 90 byl přistaven na terase k domu čp. 276 na konci 18. století. Po požáru v roce 1855 se stal samostatným s popisným číslem 90. Dům prošel rekonstrukcí na začátku 21. století.

## Stavební podoba
Dům je přízemní roubená stavba obdélného půdorysu na terase pod domem čp. 176 s dvojdílnou dispozicí – se síní a jizbou. Orientován je tříosou okapovou stranou do ulice. Je postaven na vysoké kamenné podezdívce, která vyrovnává svahovou nerovnost. Podezdívka má klenuté sklepní prostory, ve kterých je umístěna garáž. Stavba je roubená z hrubě otesaných kuláčů. Obě průčelí byla jednoosá. Dům má pultovou střechu. Po rekonstrukci na počátku 21. století musely být vyměněny narušené konstrukce včetně střechy. I přes tyto zásahy má dům zachovalé starší jádro.